# Tunbridge Wells (district)
Tunbridge Wells is een Engels district in het shire-graafschap (non-metropolitan county OF county) Kent en telt 118.000 inwoners. De oppervlakte bedraagt 331 km². Hoofdplaats is Tunbridge Wells.
Van de bevolking is 16,3% ouder dan 65 jaar. De werkloosheid bedraagt 1,9% van de beroepsbevolking (cijfers volkstelling 2001).

## Plaatsen in district Tunbridge Wells
- Royal Tunbridge Wells
- Sissinghurst
- Tunbridge Wells

## Civil parishesin district Tunbridge Wells
Benenden, Bidborough, Brenchley, Capel, Cranbrook & Sissinghurst, Frittenden, Goudhurst, Hawkhurst, Horsmonden, Lamberhurst, Paddock Wood, Pembury, Rusthall, Sandhurst, Southborough, Speldhurst.